# Tchiss Lopes
Pour les articles homonymes, voir Lopes.
 (août 2021).
Narciso Lopes, dit Tchiss Lopes, né le 27 juillet 1959 à São Vicente au Cap-Vert, est un chanteur, musicien et compositeur cap-verdien.

## Biographie
Lopes a grandi dans le quartier de Monte Sossego de la ville portuaire de Mindelo. Il a connu la musique à travers le frère de son père, son oncle Célestine, un guitariste traditionnel du Cap-Vert plus connu sous le nom de Dogado. Immergé dans la vibrante scène musicale de São Vicente, Lopes a commencé à jouer de la guitare à l’âge de 6 ans, et parallèlement à sa carrière musicale il a été footballeur professionnel pour l’une des meilleures équipes de Mindelo.
Au début de 1980, la situation politique de l’île a poussé Lopes, à l’âge de 21 ans, à émigrer ailleurs. Il a pris résidence d’abord au Portugal où il a joué avec des discrètes équipes de football locales, jusqu’au moment où il arrivé à Rome le 20 février 1980. Une fois à Rome, son cousin lui a trouvé un emploi de 11 mois en tant qu’aide-nettoyeur sur un navire de charge grec. Comme son père avant lui, Lopes est devenu marin.
Le navire a suivi la route de Civitavecchia à Lagos, où Lopes s’est vite rendu compte que la vie de marin n’était pas faite pour lui. Pendant le voyage, du Nigeria au Sénégal, de la Pologne à l’Ecosse, Lopes est devenu de plus en plus mélancolique, ne trouvant que du soulagement dans sa musique. Cependant, Lopes a eu la chance d’être dans les bonnes grâces du chef mécanicien, qui lui a permis de rester à bord jusqu’à leur arrivée au Sénégal. Face à la possibilité d’être renvoyé au Cap-Vert ou de continuer à naviguer vers le Brésil, Lopes a mis sa guitare de côté et a commencé à travailler plus que jamais. Le navire a traversé l’océan Atlantique et Lopes a été promu nettoyeur. Vivant les sons du Brésil sur sa propre peau, Lopes est retourné à Rome, où il a commencé finalement sa carrière de musicien. 
Après avoir rencontré Zé Ramos, chef du groupe de Cabo Verde Novo, qui était à la recherche d’un nouveau guitariste, Lopes a contribué en quelques semaines au premier LP du groupe de 1981 Moreninha, avec quatre de ses chansons originales. Moins d’un an plus tard, accompagné des musiciens de Cabo Verde Novo, Lopes a enregistré son premier LP Stranger Já Catem Traboi, qu’il considère comme son passeport musical. Continuant à expérimenter le reggae et le funaná, Lopes a réuni quelques-uns des plus grands musiciens cap-verdiens de l’époque. En 1984, avec Zé António à la guitare, Bebethe à la basse et Alírio à la batterie, il a enregistré son deuxième LP Já Bô Corre D’Mim. Les trois albums ont été enregistrés au Pomodoro Studio à Sutri et ils expriment le son profond et superposé de la musique de Lopes.
Lopes a parcouru l’Italie du nord au sud. Il a joué à Milan, Rome, Naples et Palerme, et il a apporté sa musique dans toute l’Europe: aux Pays-Bas, en France, au Portugal, au Luxembourg et en Allemagne, pour n’en nommer que quelques-uns. Il a continué à travailler sur des projets personnels et collectifs avec des groupes tels que Tabanca, Night Rockers, Som D’Ilhas et Tropical Sound, passant de la coladeira, morna, funaná à la samba, reggae, zouk-love et kizomba.
Lopes se définit comme un communicateur musical.[réf. nécessaire]

## Discographie

### Albums
- Moreninha (1981)
- Stranger Já Catem Traboi (1982)
- Já Bô Corre D'Mim (1984)
- Tónte Sonhe Tónte Esperança (1989)
- Móda Bô Katem Igual (1994)
- Sentimento Criol (1996)
- Voz D'Nha Sentimento (2001)
- Sentimento Real (2003)
- Recomecar (2005)
- Estima (2010)
- Paginas d'Vida (2015)
- Nôs Mindel (2019)

### Singles
- S. S. Silvestre (2005)